# Státní administrativní rada
Státní administrativní rada čínsky v českém přepisu Čung-jang žen-ming-čeng-fu čeng-wu jüan, pchin-jinem zhōngyāng rénmínzhèngfǔ zhèngwù yuàn, znaky zjednodušené 中央人民政府政务院, tradiční 中央人民政府政務院 ústřední lidové vlády Čínské lidové republiky byla od října 1949 do září 1954 nejvyšším výkonným orgánem státní správy v Čínské lidové republice, přičemž podléhala Ústřední lidové vládě.
Se založením Čínské lidové republiky v říjnu 1949 byla na základě rozhodnutí Čínského lidového politického poradního shromáždění zřízena ústřední lidová vláda Čínské lidové republiky jako nejvyšší orgán státní moci. Ústřední lidové vládě podléhaly Státní administrativní rada, jako výkonný orgán spravující zemí a dále Lidová revoluční vojenská rada, která stála v čele ozbrojených sil republiky, Nejvyšší lidový soud a Nejvyšší lidová prokuratura; v listopadu 1952 k nim přibyla ještě Státní plánovací komise.
V souvislosti s reorganizací vrcholných státních orgánů po přijetí první ústavy Čínské lidové republiky roku 1954 byla Státní administrativní rada v září 1954 zrušena a nahrazena státní radou (vládou), která však měla širší pravomoce (mimo jiné jí podléhala i státní plánovací komise, která byla do roku 1954 na stejné úrovni jako státní administrativní rada).

## Složení státní administrativní rady
V říjnu 1949 byl ústřední lidovou vládou jmenován předsedou státní administrativní rady Čou En-laj, místopředsedy Tung Pi-wu, Čchen Jün, Kuo Mo-žo a Chuang Jen-pchej (CDNCA). V srpnu 1952 ústřední lidová vláda jmenovala místopředsedou státní administrativní rady ještě Teng Siao-pchinga. 
Tři místopředsedové – Tung Pi-wu, Čchen Jün a Kuo Mo-žo – stáli v čele výborů státní administrativní rady (pro politické a právní záležitosti; pro finance a ekonomiku; pro kulturu a vzdělání), které řídily vždy několik ministerstev a jiných ústředních úřadů. Chuang Jen-pchej pouze vedl ministerstvo lehkého průmyslu podřízené Čchen Jünovu výboru pro finance a ekonomiku. Teng Siao-pching po svém jmenování místopředsedou zastupoval Čou En-laje v celkovém řízení státní administrativní rady, prakticky odpovídal za každodenní řízení rady.
Kromě předsedy a místopředsedů jmenovala v říjnu 1949 ústřední lidová vláda patnáct členů státní administrativní rady: Tchan Pching-šan (RCCK), Sie Ťüe-caj, Luo Žuej-čching, Po I-po, Ceng Šan, Tcheng Taj-jüan, Čang Po-ťün (CPWDP), Li Li-san, Ma Sü-lun (CAPD), Čchen Šao-sien (RCCK), Wang Kchun-lun (RCCK), Luo Lung-ťi (CDL), Čang Naj-čchi (CNDCA), Šao Li-c’ (RCCK), Chuang Šao-chung (RCCK). V dubnu 1950 byl jmenován ještě Li Fu-čchun.
Za provoz státní administrativní rady odpovídal její generální sekretář, kterým byl od října 1949 Li Wej-chan. V září 1953 ho nahradil Si Čung-sün.

## Úřady podřízené státní administrativní radě

### Celkový souhrn
Státní administrativní radě podléhaly čtyři výbory státní administrativní rady:
- politický a právní výbor, který vedl Tung Pi-wu. Podléhalo mu pět ministerstev a výborů.
- finanční a ekonomický výbor, který vedl Čchen Jün. Podléhalo mu zprvu 16, později více než 20 ministerstev a úřadů.
- výbor pro kulturu a vzdělání, který vedl Kuo Mo-žo. Podléhalo mu zprvu šest, později až osm ministerstev a výborů.
- lidový kontrolní výbor, který vedl Tchan Pching-šan.

Dále jí přímo podléhalo několik dalších ministerstev a úřadů: 
- ministerstvo zahraničních věcí, ministr Čou En-laj;
- do srpna 1952 zpravodajský úřad, vedoucí úřadu Cou Ta-pcheng;
- výbor pro záležitosti zámořských Číňanů, předsedkyně výboru Che Siang-ning (žena, RCCK);
- od září 1950 ministerstvo personálních záležitostí, ministr An C’-wen;
- od září 1950 do dubna 1952 ministerstvo záležitostí severní Číny, ministr Liou Lan-tchao;
- od dubna do listopadu 1952 severočínský administrativní výbor, ministr Liou Lan-tchao;
- od srpna 1953 ústřední meteorologický úřad, vedoucí úřadu Tchu Čang-wang (JS).

### Politický a právní výbor
Předsedou politického a právního výboru státní administrativní rady byl od října 1949 Tung Pi-wu; místopředsedy Pcheng Čen, Čang Si-žuo (nestraník), Wang Ming a Pcheng Ce-min (CPWDP). Od listopadu 1952 byl místopředsedou i Luo Žuej-čching.
Kromě předsedy a místopředsedů měl výbor zprvu 47 členů, později byl jmenován ještě jeden. Z oněch 47 bylo pouze 17 členů KS Číny.
Politickému a právnímu výboru podléhaly:
- ministerstvo vnitra, ministr Sie Ťüe-caj;
- ministerstvo veřejné bezpečnosti, ministr Luo Žuej-čching;
- ministerstvo spravedlnosti, ministryně Š’ Liang (žena, CDL);
- výbor pro legislativu, předseda výboru Wang Ming;
- výbor pro záležitosti národností, předseda výboru Li Wej-chan.

### Finanční a ekonomický výbor
Předsedou finančního a ekonomického výboru státní administrativní rady byl od října 1949 Čchen Jün; místopředsedy od října 1949 Po I-po a Ma Jin-čchu (nestraník), od dubna 1950 i Li Fu-čchun, od srpna 1952 i Ceng Šan a Ťia Tchuo-fu a Jie Ťi-čuang, od listopadu 1952 i Teng C’-chuej, od září 1953 i Teng Siao-pching a Li Wej-chan, od června 1954 i Li Sien-nien.
Kromě předsedy a místopředsedů měl výbor zprvu 50 členů, později byli jmenováni ještě dva další.
Finančnímu a ekonomickému výboru podléhaly:
- ministerstvo financí, ministr od října 1949 do září 1953 Po I-po, od října 1952 do září 1953 úřadující ministr Žung C’-che, od září 1953 do června 1954 Teng Siao-pching, od června 1954 Li Sien-nien
- do září 1952 ministerstvo obchodu, ministr Jie Ťi-čuang
- ministerstvo těžkého průmyslu, ministr Čchen Jün, od června 1950 úřadující ministr Che Čchang-kung, od srpna 1952 Wang Che-šou
- ministerstvo průmyslu paliv, ministr Čchen Jü
- ministerstvo textilního průmyslu, ministr Ceng Šan, od srpna 1952 Ťiang Kuang-naj (RCCK)
- do prosince 1950 ministerstvo potravinářského průmyslu, ministr Jang Li-san
- ministerstvo lehkého průmyslu, ministr Chuang Jen-pchej (CNDCA)
- ministerstvo železnic, ministr Tcheng Taj-jüan
- ministerstvo pošt a telekomunikací, ministr Ču Süe-fan (RCCK)
- ministerstvo dopravy, ministr Čang Po-ťün (CPWDP)
- ministerstvo zemědělství, ministr Li Šu-čcheng (nestraník?)
- ministerstvo lesního hospodářství a meliorací, v listopadu 1951 reorganizované na ministerstvo lesního hospodářství), ministr Liang Si (JS)
- ministerstvo vodních zdrojů, ministr Fu Cuo-i (RCCK)
- ministerstvo práce, ministr Li Li-san
- Čínská lidová banka, guvernér Nan Chan-čchen (CNDCA)
- do ledna 1953 hlavní celní správa, ředitel Kchung Jüan
- od srpna 1952 ministerstvo zahraničního obchodu, ministr Jie Ťi-čuang
- od srpna 1952 ministerstvo obchodu (vnitřního), ministr Ceng Šan
- od srpna 1952 ministerstvo potravinářství, ministr Čang Naj-čchi (CNDCA)
- od srpna 1952 první ministerstvo strojírenství, ministr Chuang Ťing
- od srpna 1952 druhé ministerstvo strojírenství, ministr Čao Er-lu
- od srpna 1952 ministerstvo stavebnictví, ministr od listopadu 1952 Čchen Čeng-žen
- od srpna 1952 ministerstvo geologie, ministr Li S’-kuang (nestraník)

Po zřízení státní plánovací komise v listopadu 1952 jí bylo podřízeno osm ekonomických ministerstev vyňatých z působnosti finančního a ekonomického výboru (ministerstvo těžkého průmyslu, první ministerstvo strojírenství a další).

### Výbor pro kulturu a vzdělání
Předsedou výboru pro kulturu a vzdělání státní administrativní rady byl od října 1949 Kuo Mo-žo; místopředsedy od října 1949  Ma Sü-lun (CAPD), Čchen Po-ta, Lu Ting-i a Mao Tun.
Kromě předsedy a místopředsedů měl výbor zprvu 42 členů, později bylo jmenováno ještě šest dalších.
Výboru pro kulturu a vzdělání podléhaly:
- ministerstvo kultury, ministr Mao Tun
- ministerstvo vzdělávání, ministr od října 1949 do listopadu 1952 Ma Sü-lun (CAPD); od listopadu 1952 Čang Si-žuo
- ministerstvo zdravotnictví, ministr Li Te-čchüan (žena, RCCK)
- Čínská akademie věd, předseda Kuo Mo-žuo
- do srpna 1952 hlavní informační správa, ředitel Chu Čchiao-mu
- hlavní správa nakladatelství a vydavatelství, ředitel Chu Jü-č’ (CDL)
- od listopadu 1952 ministerstvo vysokého školství, ministr Ma Sü-lun (CAPD)
- od listopadu 1952 výbor pro sport, předseda Che Lung
- od listopadu 1952 pracovní výbor pro likvidaci negramotnosti, předseda Čchu Tchu-nan (CDL)

### Lidový kontrolní výbor
Předsedou lidového kontrolního výboru státní administrativní rady byl od října 1949 Tchan Pching-šan (RCCK); místopředsedy Liou Ťing-fan, Pchan Čen-ja (nestraník), od listopadu 1952 i Čchien Jing (žena), od června 1954 i Wang Chan.
Kromě předsedy a místopředsedů měl výbor 15 členů.